# Mangalla
Koordinaten: 5° 12′ N, 31° 46′ O
Mangalla ist eine Kleinstadt im Bundesstaat Central Equatoria im Südsudan.

## Lage
Die Stadt liegt rund 50 Kilometer nördlich von Juba am Weißen Nil. Eine befestigte Straße führt von Juba über Mangalla weiter nach Bur. Der Nil ist an dieser Stelle flach und breit, mit teilweise verschilften Ufern. Die Schifffahrt wird besonders auf dem Abschnitt nach Juba durch treibende Wasserhyazinthen und Sandbänke beeinträchtigt.

## Geschichte
Mangalla lag während des Bürgerkrieges in Südsudan Mitte der 1980er Jahre im umkämpften Gebiet zwischen Regierungstruppen und der SPLA, Anfang der 1990er Jahre wurden in der Region vor allem Kämpfe zwischen befeindeten Fraktionen innerhalb der SPLA ausgetragen. Nach dem Friedensabkommen zwischen der Regierung und den südsudanesischen Rebellen im Jahr 2005 kam es hier wie an den anderen Zufahrtsstraßen nach Juba gelegentlich zu Überfällen durch bewaffnete Banden. Noch 2006 waren Rebellen der ugandischen LRA an den Überfällen beteiligt.

## Bevölkerung
Es gibt keine genauen Zahlen über die aktuelle Bevölkerung von Mangalla. Die Mehrheit der Einwohner in der Region sind Nuer. Viele Bor-Dinka, die während des Bürgerkrieges nach Westen geflohen waren, kehrten nach 2005 wieder zurück.

## Wirtschaft
Infrastruktur, Handel und Gewerbe sind schwach entwickelt. Geplante großzügige Investitionen zum Ausbau der südsudanesischen Hauptstadt Juba können Anzeichen für einen kleinen wirtschaftlichen Aufschwung in Mangalla sein. Das Land ist besonders für den Anbau von Zuckerrohr und Reis geeignet.